# Stratford (Californië)
Stratford is een plaats (census-designated place) in de Amerikaanse staat Californië, en valt bestuurlijk gezien onder Kings County.

## Demografie
Bij de volkstelling in 2000 werd het aantal inwoners vastgesteld op 1264.

## Geografie
Volgens het United States Census Bureau beslaat de plaats een oppervlakte van
1,8 km², geheel bestaande uit land. Stratford ligt op ongeveer 62 m boven zeeniveau.

## Plaatsen in de nabije omgeving
De onderstaande figuur toont nabijgelegen plaatsen in een straal van 24 km rond Stratford.